# Bamlak Tessema Weyesa
Bamlak Tessema Weyesa (Adís Abeba, Etiopía, 30 de diciembre de 1980) es un árbitro de fútbol de Etiopía que pertenece a la CAF, adscrito al comité etíope. Fue nombrado árbitro FIFA en 2009.

## Trayectoria
Ha arbitrado partidos de Clasificación para la Copa Mundial de Fútbol de 2014, empezando con el primer partido entre Yibuti y Namibia (0–4).